# Плато Воринг
Плато Воринг — большой подводный хребет в Северном Ледовитом океане. Плато Воринг берёт начало от побережья Скандинавского полуострова и простирается к западу. Плато Воринг разделяет восточную часть Норвежского моря на две котловины — Норвежскую и Лофотенскую.